# Ragnar Frisk
Ragnar Hadar Wilhelm Frisk, född 15 december 1902 i Hudiksvall, död 11 december 1984 i Oscars församling i Stockholm, var en svensk regissör, manusförfattare och skådespelare.

## Biografi
Ragnar Frisk föddes i Hudiksvall och var son till fabrikör John Edvin Wilhelm Frisk (1856-1941) och Hilda Lovisa Andersson (1866-1909). Kort efter moderns död flyttade familjen till Stockholm. Frisk fick sin filmutbildning i Berlin på 1920-talet, under den epokens största namn inom den konstnärliga filmen. I Sverige kom han att bli bespottad och sågad för sina regiinsatser, då han mest kom att ägna sig åt filmlustspel och lättsamma komedier. I den mån filmkritikerna recenserade hans filmer blev recensionerna rena avrättningar.
Frisk arbetade åt filmbolaget Svensk Talfilm vars filmer av många betecknades som uselt skräp. Detta hindrade honom dock inte från att anse sig vara "snubblande nära succé" med sina filmer.
Han är mest känd som regissör till 14 av de 20 Åsa-Nisse-filmerna, men han har även svarat för regin till många andra filmer bl.a. Thore Skogmans Tre dar i buren 1963 och uppföljaren Tre dar på luffen 1964. Här bör även nämnas Sven-Ingvars långfilm Under ditt parasoll 1968 som blev ett rejält fiasko och försatte gruppen i ekonomisk kris för lång tid framöver. På 1970-talet regisserade Frisk bland annat två militärfarser 47:an Löken 1971 och 47:an Löken blåser på 1972.
Ragnar Frisk gifte sig 1944 med Maud Britt Lucia Hammarlund (1921-2019) med vilken han förblev gift till sin död.
Ragnar Frisk är begravd på Norra begravningsplatsen utanför Stockholm.

## Filmografi

### Regi
- 1936 – Igloo
- 1936 – I tackel och tåg
- 1937 – Kristallen den fina
- 1938 – Hundliv
- 1938 – Havets vinthundar
- 1938 – Ångermanland
- 1939 – Melodin från Gamla Stan
- 1939 – Den modärna Eva
- 1939 – Adolf i eld och lågor
- 1942 – Morgondagens melodi
- 1943 – Aktören
- 1943 – I brist på bevis
- 1944 – Rännstensungar
- 1944 – Den heliga lögnen
- 1945 – Sten Stensson kommer till stan
- 1945 – Trav, hopp och kärlek
- 1946 – 100 dragspel och en flicka
- 1948 – Hammarforsens brus
- 1948 – Lappblod
- 1949 – Åsa-Nisse
- 1949 – Lapp-Lisa
- 1950 – Midsommarfest i Näsåker
- 1950 – Åsa-Nisse på jaktstigen
- 1950 – Kanske en gentleman
- 1951 – Starkare än lagen
- 1951 – Det var en gång en sjöman
- 1952 – Flottare med färg
- 1952 – Åsa-Nisse på nya äventyr
- 1953 – Åsa-Nisse på semester
- 1953 – Bror min och jag
- 1954 – Åsa-Nisse på hal is
- 1954 – Östermans testamente
- 1955 – Åsa-Nisse ordnar allt
- 1955 – Bröderna Östermans bravader
- 1955 – Flottans muntergökar
- 1955 – Karusellen i fjällen
- 1956 – Åsa-Nisse flyger i luften
- 1956 – Johan på Snippen
- 1957 – Åsa-Nisse i full fart
- 1957 – Klarar Bananen Biffen?
- 1958 – Åsa-Nisse i kronans kläder
- 1959 – Åsa-Nisse jubilerar
- 1960 – Åsa-Nisse som polis
- 1960 – Hudiksvall – staden mellan fjärdarna
- 1960 – En dag med Ingo
- 1961 – Åsa-Nisse bland grevar och baroner
- 1961 – Vi fixar allt
- 1962 – Raggargänget
- 1963 – Tre dar i buren
- 1963 – Johansson och strömmen
- 1964 – Tre dar på luffen
- 1964 – Kronprinsen i husarernas spår
- 1965 – Pang i bygget
- 1965 – Alexander den store: En vävd historia
- 1965 – Då och nu
- 1965 – Mälarvåg
- 1965 – Tio i pop
- 1966 – Dessa fantastiska smålänningar med sina finurliga maskiner
- 1966 – Trettio pinnar muck
- 1966 – Åsa-Nisse i raketform
- 1968 – Freddy klarar biffen
- 1968 – Några bilder från Malmö
- 1968 – Under ditt parasoll
- 1969 – Åsa-Nisse i rekordform
- 1971 – 47:an Löken
- 1972 – 47:an Löken blåser på

### Filmmanus
- 1936 – Igloo
- 1938 – På kryss med Albertina
- 1939 – Adolf i eld och lågor
- 1948 – Hammarforsens brus

### Skådespelare
- 1939 – Melodin från Gamla stan
- 1952 – Flottare med färg
- 1957 – Klarar Bananen Biffen?
- 1959 – Åsa-Nisse jubilerar – Man på tidningsredaktion
- 1961 – Vi fixar allt
- 1962 – Raggargänget
- 1965 – Pang i bygget
- 1969 – Åsa-Nisse i rekordform – Regissör
- 1973 – Anderssonskans Kalle i busform
- 1982 – En flicka på halsen – Lange